# Maria Zennström
Maria Zennström, född 25 juni 1962 i Stockholm, är en svensk författare, översättare och recensent.
Maria Zennström är dotter till kulturjournalisten Per-Olov Zennström och syster till konstnären Petter Zennström. Hon växte upp i Stockholm och flyttade på 80-talet till dåvarande Leningrad (nuvarande S:t Petersburg) och stannade i Ryssland i närmare tio år där hon utbildade sig vid Filmhögskolan i Moskva. Hon har därefter arbetat med spelfilm och bor numera åter i Stockholm. Maria Zennström har vid intervjuer erinrat om att utbildningen vid filmhögskolan även hade inverkat på hennes författarskap.
I debutromanen  Katarinas sovjetiska upplevelser (2001) berättar hon om några personer i perestrojkans Sovjet under 1980-talet. Romanen Hur ser ett liv ut om man inte har tillräckligt med kärlek? (2010) består av berättarjaget Marias dagboksanteckningar där de egna känslorna, upplevelserna och relationerna står i centrum. Sovjet/Ryssland är närvarande även i denna bok. Både böckerna blev prisbelönta.

## Priser och utmärkelser
- 2001 – Kallebergerstipendiet
- 2002 – Borås tidnings debutantpris för Katarinas sovjetiska upplevelser
- 2010 – Aftonbladets litteraturpris[1]
- 2011 – Albert Bonniers stipendiefond för yngre och nyare författare
- 2014 – Natur & Kultur arbetsstipendium om 100 000 kr[2]